# Púrpura de metacresol
Púrpura de metacresol, púrpura de 3-cresol, púrpura de m-cresol (quimicamente m-cresolsulfoneftaleína ou meta-cresolsulfoneftaleína) é um composto orgânico, de fórmula C21H18O5S e massa molecular 382,42962 g/mol. É um corante que é utilizado como indicador de pH com dois intervalos de viragem, em pH 1,2 a 2,8, quando vira de vermelho para a amarelo, e em pH de 7,4 a 9,0, quando vira de amarelo para púrpura.
Normalmente é formulado para uso em uma solução a 0,04 % em m/v em hidróxido de sódio a 0,01048 M.
É classificado com o número CAS 2303-01-7.